# 指令
在计算机技术中，指令是由指令集架构定义的单个的CPU操作。在更广泛的意义上，“指令”可以是任何可执行程序的元素的表述，例如字节码。
在传统的构架上，指令包括一个操作码（opcode）——它指定要进行什么样的操作，例如“将存储器中的内容与寄存器中的内容相加”——和零个或者更多的操作数（operand）——它可能指定参与操作的寄存器、内存地址或者立即数（literal data）。操作数可能还包括寻址方式，它确定操作数的含义。
在超長指令字（VLIW）构架中（包括很多微指令（microcode）构架）多个并发的操作和操作数在一条单独的指令中被指定。
指令的长度相差悬殊，从一些微控制器（microcontroller）中的4位（bit）到一些超长指令字系统中的几百位。大部分现代的个人计算机、大型计算机、超大型计算机中的处理器的指令尺寸在16到64位之间。在一些构架中，特别是RISC构架中，指令长度是固定的，通常与其构架的字长一致。在其他的构架中，指令有不同的长度，但通常是字节或者半个字的整数倍。
构成程序的指令很少以它在机器内部的数值形式而直接的被使用；它们可以被程序员通过汇编语言加以表示，或者，更常见的，被编译器生成。

## 参看
- 命令 (计算机)
- 数据 (计算机)
- 机器语言